# Martin Jørgensen
Lars Martin Jørgensen (Århus, Dinamarca, 6 de octubre de 1975) es un exfutbolista danés. Jugó de centrocampista y su último equipo fue el Aarhus GF.

## Biografía
Martin Jørgensen, que actúa de centrocampista ofensivo por la banda derecha, empezó su carrera futbolística en las categorías inferiores del Aarhus GF. En 1993 pasó a formar parte de la primera plantilla del club. Con este equipo ganó la Copa de Dinamarca en 1996. Ese mismo año fue elegido mejor jugador joven de Dinamarca (esa temporada disputó 31 encuentros y marcó 9 goles).
En 1997 emigró a Italia, donde fichó por el Udinese Calcio. En su primera temporada ayudó a su equipo a acabar tercero en el campeonato liguero.
En 2004 firmó un contrato con la Fiorentina, que acababa de regresar a la Serie A. En el inicio de la temporada 2008-09 sufrió una lesión que le mantuvo apartado de los terrenos de juego hasta febrero.
Tras regresar en 2010 al Aarhus GF, en noviembre de 2014 anunció su retirada una vez finalizara el año.
Vida privada
Martin Jørgensen es hermano del también futbolista Mads Jørgensen.
Está casado y tiene dos hijos. Una niña nacida en 2007 llamada Karoline y un niño, Cristian, que nació en 2008. 
Sus aficiones son los coches antiguos y el ciclismo.

## Selección nacional
Fue internacional con la selección de fútbol de Dinamarca en 102 ocasiones. Su debut con la camiseta nacional se produjo el 25 de marzo de 1998 en el partido Dinamarca 1-0 Escocia.
Participó en la Copa Mundial de Fútbol de Francia de 1998. Jugó todos los encuentros que su selección disputó en el torneo y marcó un gol en el partido Brasil 3-2 Dinamarca de cuartos de final.
Fue convocado para la Eurocopa de Bélgica y los Países Bajos de 2000, aunque en ese torneo solo disputó un partido.
En 2002 jugó su segundo mundial, la Copa Mundial de Fútbol de Corea y Japón. Jørgensen disputó los tres partidos de la liguilla (contra Uruguay, Senegal y Francia) en la que Dinamarca logró quedar primera de grupo. Lamentablemente Martin Jørgensen sufrió una lesión que le impidió jugar el siguiente partido: Dinamarca 0-3 Inglaterra.
En 2004 participó en la Eurocopa de Portugal, jugando todos los encuentros (4) que su selección disputó en el campeonato antes de ser eliminada por la República Checa en cuartos de final por tres goles a cero.

### Goles internacionales
| #  | Fecha                   | Lugar                        | Rival                | Gol | Resultado | Competición                 |
| -- | ----------------------- | ---------------------------- | -------------------- | --- | --------- | --------------------------- |
| 1  | 3 de julio de 1998      | Nantes, Francia              | Brasil               | 1-0 | 2-3       | Mundial 1998                |
| 2  | 8 de septiembre de 1999 | Nápoles, Italia              | Italia               | 1-2 | 3-2       | Clasificación Eurocopa 2000 |
| 3  | 13 de noviembre de 1999 | Tel Aviv, Israel             | Israel               | 4-0 | 5-0       | Clasificación Eurocopa 2000 |
| 4  | 10 de noviembre de 2001 | Copenhague, Dinamarca        | Países Bajos         | 1-1 | 1-1       | Amistoso                    |
| 5  | 11 de octubre de 2003   | Sarajevo, Bosnia-Herzegovina | Bosnia y Herzegovina | 1-0 | 1-1       | Clasificación Eurocopa 2004 |
| 6  | 16 de noviembre de 2003 | Mánchester, Inglaterra       | Inglaterra           | 1-1 | 3-2       | Amistoso                    |
| 7  | 16 de noviembre de 2003 | Mánchester, Inglaterra       | Inglaterra           | 2-2 | 3-2       | Amistoso                    |
| 8  | 18 de febrero de 2004   | Adana, Turquía               | Turquía              | 1-0 | 1-0       | Amistoso                    |
| 9  | 4 de septiembre de 2004 | Copenhague, Dinamarca        | Ucrania              | 1-0 | 1-1       | Clasificación Mundial 2006  |
| 10 | 9 de octubre de 2004    | Tirana, Albania              | Albania              | 1-0 | 2-0       | Clasificación Mundial 2006  |
| 11 | 8 de junio de 2005      | Copenhague, Dinamarca        | Albania              | 3-0 | 3-1       | Clasificación Mundial 2006  |
| 12 | 1 de septiembre de 2006 | Brøndby, Dinamarca           | Portugal             | 3-2 | 4-2       | Amistoso                    |

## Clubes
| Club                | País      | Año       |
| ------------------- | --------- | --------- |
| Aarhus GF           | Dinamarca | 1993-1997 |
| Udinese Calcio      | Italia    | 1997-2004 |
| A. C. F. Fiorentina | Italia    | 2004-2010 |
| Aarhus GF           | Dinamarca | 2010-2014 |

## Títulos
- 1 Copa de Dinamarca (Aarhus GF, 1996)
- 1 Copa Intertoto de la UEFA (Udinese Calcio, 2000)
- Mejor jugador joven de Dinamarca en 1996